# Ford Mustang
Ford Mustang — легковой автомобиль класса Pony Car производства Ford Motor Company. На автомобиле размещается не эмблема Ford, а специальная эмблема Mustang.
Изначальный вариант 11233 (1964/65—1973 гг.) был создан на базе агрегатов семейного седана Ford Falcon (создатель Ли Якокка и его команда). Первый серийный Mustang сошёл с конвейера 9 марта 1964 года как модель 1965 года (в среде коллекционеров относительно Mustang выпуска до осени 1964 года употребляется неофициальное обозначение «модель 1964 1/2»). 17 апреля автомобиль был представлен публике в Нью-Йорке, а 19 апреля — показан по всем трём американским телевещательным сетям. Продвижение автомобиля сопровождалось активной рекламной кампанией. Это была одна из самых удачных премьер в истории автомобилестроения.

## Ранние разработки
Первый прототип автомобиля под девизом Mustang (1962 год) представлял собой двухместный среднемоторный родстер в духе европейских спорткаров тех лет с крайне необычным, футуристичным дизайном.
Это повлияло на выбор концепции нового автомобиля, в результате Mustang стал четырёх-пятиместным купе «классической» компоновки на модифицированном шасси Falcon. А от среднемоторного концепта автомобиль унаследовал лишь воздухозаборники позади дверей, которые, естественно, уже были фальшивыми. Прототип был построен в 1963 году и имел намного более смелый дизайн, чем последовавшая серийная модель.
Имя автомобиля тоже родилось не сразу. Изначально он разрабатывался как Special Falcon. Позднее предлагались такие названия, как: Cougar — это имя было предложено дизайнером автомобиля Д. Оросом; Torino; T-Bird II — предложенное Генри Фордом Вторым в честь уже выпускавшегося Ford Thunderbird; Bronco, Puma, Cheetah, Colt и другие. Многие из не использованных названий позднее были присвоены иным автомобилям фирмы.
Конечный вариант дизайна был разработан силами подразделения Mercury-Lincoln Division, главным образом Дэвидом Эшем (David Ash) и Джоном Оросом (John Oros). Большая часть механической «начинки» была унифицирована с уже выпускавшимися моделями Ford Falcon и Ford Fairlane, что позволило опустить цену базовой комплектации до $2,368, а также значительно снизить расходы на обслуживание и ремонт. Благодаря этому Mustang оказался привлекательным для широкого круга покупателей.

## Первое поколение

### 1964—1966
Первый Mustang покинул конвейер утром 9 марта 1964 года, а к концу этого же года было продано 263 434 машины. В качестве основы для дизайна Mustang был использован стилистический «ключ» люксового купе Continental Mark II середины пятидесятых годов — с характерными пропорциями с длинным капотом и коротким багажником и пластикой боковины кузова с изломом над аркой заднего колеса.
В 1964 году на время футбольных матчей на стадионе Мичиганского университета было арендовано несколько акров земли на парковке. Там расположили автомобили первого поколения и огромные щиты с надписью «Загон для Mustang».
В середине 1965 года была представлена версия в кузове фастбэк, нацеленная против конкурентной модели Plymouth Barracuda и выглядящая гармоничнее базового купе. Очень привлекателен внешне был и автомобиль с кузовом «кабриолет» (convertible). Конструкция автомобиля была в основном задана необходимостью сохранения широкой унификации с базовой моделью и даже по меркам тех лет была достаточно консервативной.
Базовый двигатель представлял собой хорошо известную в США рядную шестёрку от Ford Falcon с увеличенным до 170 кубических дюймов (~2,8 л.) рабочим объёмом, он агрегировался с обычными серийными трансмиссиями — трёхступенчатой механической или двух либо трёхступенчатыми автоматическими.
Передняя подвеска была позаимствована у того же Ford Falcon и представляла собой вариант обычной параллелограммной на двойных поперечных рычагах. Несколько необычной чертой был вынос пружин и амортизаторов в пространство над верхними рычагами, с упором в брызговики передних крыльев — это позволило разгрузить нижний рычаг и шаровую опору от вертикальной составляющей реакции дороги, облегчив и удешевив эти узлы. Заводская настройка шасси была сугубо «гражданской» — так, в передней подвеске руководством по эксплуатации рекомендовалось выставлять нулевое значение продольного наклона оси поворота колёс (кастор), что соответствовало минимальному усилию на руле при низкой курсовой устойчивости и слабовыраженном самовозврате рулевого колеса в повороте. Стабилизатор поперечной устойчивости предлагался как опция.
Задняя подвеска была зависимой, с продольными полуэллиптическими рессорами и неразрезной балкой ведущего моста. Тормоза были барабанными на всех колёсах, вакуумный усилитель предлагался как опция. Рулевое управление — типа «винт-шариковая гайка», со сравнительно вялой реакцией, гидроусилитель предлагался в качестве сравнительно малопопулярной опции.
В целом, хотя управляемость и ходовые качества автомобиля и были несколько лучше, чем у базовой модели — «Фалкэна» — главным образом за счёт более низкого центра тяжести, автомобиль оставался ориентированным на комфорт, экономию и простоту в обслуживании и был весьма далёк от стандартов, заданных европейскими спортивными моделями того времени с их утончёнными конструкциями шасси.
В 1965 году в стандартный интерьер Mustang введены раздельные регулируемые сиденья водителя и пассажира, радиоприёмник с амплитудной модуляцией (AM), напольный рычаг переключения передач. Также опционально были доступны солнцезащитные козырьки, механическое дистанционное управление зеркалом, напольная консоль и нераздельное переднее сиденье. Также одним из вариантов интерьера был Rally-Pack: часы и тахометр с креплением на рулевой колонке. Он был доступен за $69,30 (с установкой у дилеров — $75,95).
В апреле 1965 года покупателям предложили пакет GT, в него входили подвеска с изменёнными настройками, более чёткое рулевое управление, передние дисковые тормоза, сдвоенная выпускная система и особая окраска кузова. Особо мощная модификация от знаменитого ателье гонщика Кэрролла Шелби — Shelby GT350 — выпускалась в кузове фастбэк, комплектовалась 289-м двигателем V8, форсированным до 306 л. с. и продавалась в салонах любому желающему.
В 1966 году базовый Mustang стал в базе комплектоваться 120-сильным двигателем с рядным расположением шести цилиндров и объёмом 200 кубических дюймов (3,2 литра). В виде опций были доступны три 289-х двигателя V8, мощностью от 200 до 271 л. с. Только в 1972 году Ассоциация автомобильных инженеров Америки (SAE, Society of Automotive Engineers) навела в этой области порядок, и заявленная мощность многих двигателей значительно снизилась, например, двигатель Chrysler 426 HEMI в 1971 году имел заявленную мощность в 425 л. с., а в 1972 году мощность того же двигателя указывалась уже в 350 л. с. по версии SAE. Версия Shelby GT350 теперь была доступна в четырёх цветах, с АКПП и механическим нагнетателем Paxton, позволявший по достижении мотором определённых оборотов увеличивать мощность до 420—430 л. с. Также в 1966 году Mustang одним из первых получил монофонический автомобильный радиоприёмник с диапазонами AM/FM, а солнцезащитные козырьки стали стандартным оборудованием.
Когда продажи Ford Mustang начались в Германии, обнаружилось, что данное имя там уже зарегистрировано в качестве торговой марки. Немецкая компания предложила продать права за $10000. Ford отказался и удалил значок «Mustang», назвав его для немецкого рынка «Т-5».

### 1967—1968
К 1967 модельному году Mustang прибавил в длине и в высоте, соответственно, трансформацию претерпело большинство кузовных панелей. Передок стал выглядеть более «агрессивно», изменился фастбэк, у которого заднее стекло и крышка багажника располагались теперь на одной линии.
Рынок требовал мощных авто, и Кэрол Шелби не мог не отреагировать и представил Shelby GT500 — ещё более мощную модификацию Mustang. Под капотом новинки стоял 7000-кубовый V8, развивающий 335 л. с. В 1968 году Mustang получил более простую решётку радиатора и 427-е двигатели, мощностью 390 л. с., хорошо показавшие себя на улице. В этом же году, 1 апреля, Ford анонсировал свой один из самых знаменитых двигателей — 428 Cobra Jet, с тарелками клапанов большей площади и системой забора воздуха Ram Air, который при заявленной мощности в 550 л. с. легко развивал все 610. С этого же года модификации GT350 и GT500 стали называться Shelby Cobra, и стал доступен кузов кабриолет.
В то же время продолжали выпускаться и скромные шестицилиндровые модели, предлагавшие яркий спортивный внешний вид и имидж за разумные деньги. В 1968 году впервые были введены трёхточечные ремни безопасности. Пакет «Rally-Pac» больше не предлагался, поскольку новая панель инструментов уже имела тахометр и часы.

### 1969—1970
К 1969 модельному году Ford Mustang перенёс повторную модернизацию, все больше удаляясь от исходной концепции: при прежней колёсной базе длина машины увеличилась на 3,8 дюйма (~10 см), масса — на 140 фунтов (~70 кг), и в модельной линейке появились новые версии — дешёвая Е, роскошная Grande и спортивные BOSS и Mach 1. В 1969 году Ford Mustang впервые получил четырёхфарную схему головного света, фары помещались внутри и снаружи решетки радиатора.
Модификация BOSS с индексом 302 была построена для конкуренции с Camaro Z/28 в гонках Trans AM. Версия с 429-м V8 мощностью 375 л. с. предназначалась для NASCAR и комплектовалась Ram Air-индукцией и особыми выпускными коллекторами. Под капотом Mach 1 стоял 351-й V8, а опционально можно было заказать самоблокирующийся межколёсный дифференциал заднего моста и даже двигатель 428 Cobra Jet.
Таким образом в линейке имелись следующие спортивные версии:
- Пакет GT
- Пакет Mach 1 — у которого акцент был сделан на внешний спортивный стайлинг, возможность выбора двигателей разных мощностей (351-й двигатель в версиях 250/290/300 л. с.; а так же 428ой 335 л. с.), возможность комплектации авто по принципу конструктора с выбором комфортного интерьера и опций Deluxe, электроники, и выбором спортивных опций, таких как улучшенные тормоза, подвеска и усилитель руля.
- Версия BOSS 302 — который оснащался двигателем 302 мощностью 290 л. с., имел набор многих спортивных опций «в базе», но в то же время оснащался простым базовым салоном. Акцент версии был сделан на спорт.
- Версия BOSS 429 — максимально производительная версия с двигателем 429 мощностью 375 л. с. (не путать с 428).
- Версии Shelby Cobra были доступны в кузовах фастбэк и кабриолет и становились всё более роскошными, комплектовались мотором 428 Cobra Jet V8 мощностью 335 л. с.

В 1970 модельном году Ford занял выжидательную позицию, и оставил модель Mustang практически нетронутой, изменив только передок и внеся ещё несколько незначительных обновлений. Это был последний год для модификаций Shelby Cobra, которые остались практически не тронутыми с прошлого года, в отличие от базового Mustang.

### 1971—1973
В 1971 году всем «маслкарам» пришлось туго, и Mustang не остался в стороне. Разработанный под руководством нового дизайн-менеджера Semon «Bunkie» Кнудсена (перешедшего из General Motors), автомобиль опять вырос и потяжелел почти на 100 фунтов (~50 кг), потерял неповторимость и гармоничность, за которые ценители так любят «оригинальные» классические экземпляры 1964-66 годов.
Основной проблемой Mustang в эти годы была двойственность имиджа модели: примерно половина потенциальных покупателей хотела бы в его лице получить бескомпромиссный маслкар или дрэгстер с минимумом комфорта и самым мощным двигателем, но ещё примерно столько же желали бы иметь просто обычный семейный автомобиль для повседневной езды с более ярким дизайном и чуть лучшей динамикой, чем у рядовых «компактов» тех лет — что и было изначальной ипостасью Mustang. Балансировать между этими концепциями одного и того же автомобиля Ford было очень сложно: повышение комфорта неизменно приводило к росту массы, а это в свою очередь вынуждало устанавливать всё более и более мощные моторы, что в условиях постоянно ужесточающегося государственного регулирования в области безопасности и экономичности автотранспорта становилось с годами всё труднее.
Помимо Shelby Cobra, исчезли и модификации BOSS 302 и BOSS 429. Модификация Mach 1, комплектовавшаяся знаменитым 351-м двигателем Cleveland V8 мощностью 285 л. с. всё ещё была доступна. Был представлен новый BOSS 351, который оказался быстрее на дистанции в 1/4 мили, чем 429 Super Cobra Jet Ram Air.
В 1972 году изменились государственные стандарты США, теперь все двигатели нужно было оценивать по новой системе — машину тестировали в полной комплектации, со всем навесным оборудованием, как уже давно было принято в остальном мире. В итоге базовый 250-кубовый (~4 литра) двигатель I6 Mustang оценили всего в 99 л. с., а топовый 351-й V8 (~5,7 л) по новой системе имел рейтинг в 275 сил.
Модификация BOSS 351 больше не предлагалась и единственной спортивной версией считался Mach 1. Вслед за мощными версиями в 1973 году наступил закат и самого Mustang — рейтинги мощность двигателей опять понизили, и получилось, что базовый мотор выдавал 95 л. с., а самый мощный 351-кубовый V8 — всего 156 сил.

## Второе поколение
Mustang II (1974-78 гг.) ознаменовал пересмотр концепции американского Pony Car’а в условиях бензинового кризиса и изменившихся вкусов покупателей. Вместе с тем, автомобиль был намного ближе к изначальной концепции 1964 года, чем поздние модели первого поколения, очень мало напоминающие модели первых годов выпуска внешне и сильно выросшие в размере и массе, которые ставший к этому времени президентом Ford Motors Ли Якокка, автор оригинальной концепции Mustang’64, пренебрежительно назвал «бегемотами». Для 1974 модельного года им была инициирована разработка нового, сильно уменьшенного в размере, Mustang под лозунгом возврата к корням, точнее — к исходной концепции.
И действительно — Mustang II был концептуально весьма близок к изначальному варианту 1964 года: небольшое купе достаточно чистых форм с итальянским дизайном от Ghia (дизайнер — Алессандро де Томасо), созданное на базе субкомпакта Ford Pinto и близкое по классу к популярным импортным моделям вроде Toyota Celica или Ford Capri. В дизайне использовались тематические элементы раннего Mustang, но в целом внешне автомобиль находился в рамках «мейнстрима» Ford середины 1970-х годов и во многом напоминал свой прототип Pinto.
Машина была по американским меркам очень невелика (примерно с современный Ford Focus), даже меньше оригинальной модели 1964 года, и имела в базовой комплектации расточенный до 2,3 литров рядный четырёхцилиндровый двигатель Kent от европейских Ford, развивавший позорные для Америки 86 л. с. Выбор силового агрегата обуславливался соображениями экономии топлива. Как опции были доступны 2,8-литровый двигатель V6 Cologne и, с 1975 года, — небольшой, по американским меркам, V8 в 4,9 литра.
Кузов автомобиля имел фирменное обозначение Hardtop, тем не менее, он имел центральную стойку, прикрытую хромированной накладкой, а задние стекла были жёстко закреплены в проёме — то есть настоящий кузов «двухдверный хардтоп» просто имитировался. По сути, это было купе-нотчбэк. Наряду с купе выпускался трёхдверный хетчбэк. Настоящего конвертибла не было, существовала лишь модификация на базе хетчбэка с кузовом, напоминющим тарга — жёсткая крыша была выполнена в форме буквы Т. Предлагались люксовая комплектация от Ghia с модифицированным интерьером и виниловым верхом, а также топовая Mach 1 со стосильным двигателем V6. Позднее появился небольшой V8 мощностью всего 140 л. с. при объёме в 4,9 литра.
Конструктивно автомобиль был близок к европейским моделям: имел пружинную заднюю подвеску, реечное рулевое управление, четырёхцилиндровый двигатель и четырёхступенчатую МКПП в базе. Двигатель устанавливался на отдельном подрамнике, что снижало шумность и вибрацию. Даже многие размеры, особенно это касается двигателей, были метрическими, а не дюймовыми.
С точки зрения современных поклонников, Mustang II часто расценивается как тёмная страница в истории модели. Тем не менее, в семидесятые этот автомобиль ждал тёплый приём у покупателей: Mustang II оказался одним из самых продаваемых за всю историю модели. На протяжении первых четырёх лет выпуска каждый год продавалось около 400 000 автомобилей.

## Третье поколение
В 1979 году появилось новое поколение Mustang. Технической основой автомобиля стала платформа Fox Platform, на базе которой к тому времени уже были созданы компакты Ford Fairmont и Mercury Zephyr. Позднее на базе той же платформы были созданы Ford Thunderbird, Ford LTD, американский Ford Granada, и даже Lincoln Continental 1982 года, что позволило достичь высокой унификации внутри модельного ряда. Внешне и по размеру автомобиль напоминал европейские Ford тех лет моделей Sierra и Scorpio. Базовые двигатели так же были европейскими, но, в отличие от европейских моделей, на Mustang в топовых комплектациях ставились V8 достаточно большого объёма.
После второго нефтяного кризиса 1979 года производство двигателя «Ford Windsor 302 V8» (4,9 л) было прекращено в пользу нового «Ford Windsor 255 V8» (4,2 л), обладающему меньшим расходом топлива. Это был единственный двигатель V8, который предлагается в 1980 и 1981 годах, и самым слабым V8 (120 л. с. (89 кВт)), когда-либо ставившимся на Mustang. Это означало что «2,3 L Turbo 4» являлся самым эффективным двигателем на тот момент. Но «Turbo 4» столкнулся с массой проблем, связанных с надежностью — недостаточная смазка приводила к преждевременному выходу турбонагнетателя из строя, и даже к пожару. Он был указан в качестве опции с 1981 года, но продажи падали, и в 1982 году он был доступен только в Канаде.
Возрождение Mustang началось в 1982 году с возвращением «Ford Windsor 302 V8» (4,9 л) в версии «High Output», он развивал 157 л. с. (117 кВт) благодаря новым клапанам, новой форме камеры сгорания, большому двухкамерному карбюратору, а также улучшенным впускной и выхлопной системам. Двигатель «3.8 L Essex V6» заменил рядную шестёрку 3,3 L.
В 1983 году, через пять лет производства третьего поколения, произошли некоторые изменения и улучшения. Также после 10-летнего перерыва стал предлагаться Mustang с кузовом кабриолет. Большинство кабриолетов были оснащены двигателем V6, хотя и были также изготовлена 1001 модификация GT с двигателем V8. Mustang GT получил четырёхкамерный карбюратор и новый впускной коллектор, в результате чего мощность выросла до 175 л. с. (130 кВт). Турбированный 4-цилиндровый (2,3 л) также вернулся в список опций (для версии «Turbo GT», оснащённой «Traction-Lok» — дифференциалом повышенного трения), но теперь с впрыском топлива и мощностью 145 л. с. (108 кВт).
20-й годовщине выпуска Ford Mustang’а (в 1984 году) ограниченным тиражом была выпущена версия GT350, было выпущено примерно 5100 хетчбэков и кабриолетов. Они были оборудованы двигателями либо 2,3 Turbo либо 302 V8. Двигатель 302 V8 имел два варианта — с четырёхкамерным карбюратором или с новым электронным впрыском топлива (165 л. с. (123 кВт)). Также в 1984 году появилась новая задняя подвеска «Quadra Shock» . С 1984 по 1986 год выпускался Mustang версии SVO, имевший более мощный турбированный рядный двигатель 2,3 л мощностью сначала 175 л. с. (130 кВт), а затем форсированный до 205 л. с. (153 кВт) в 1985 году и 200 л. с. (149 кВт) в 1986 году. Дисковые тормоза на всех колёсах, 16-дюймовые диски и задний спойлер были лишь некоторыми из заметных различий между «SVO» и остальными Mustang.
В 1985 году Mustang GT получил новые головки блока цилиндров, новый четырёхкамерный карбюратор Holley, новые более агрессивные распределительные валы (только для моделей с механической коробкой передач), новый выпускной коллектор, и псевдо-двойной выхлоп. Номинальная заявленная мощность составляла 210 л. с. (157 кВт). Это был последний карбюраторный V8 для Mustang’а, в 1986 году Ford выпустил первый V8, имевший многоточечный впрыск топлива, мощностью 200 л. с. (150 кВт).
В 1987 году автомобиль подвергся существенному рестайлингу. Задние фонари и задние окна потеряли решетчатые элементы дизайна. Производство варианта V6 было прекращено, а 4-цилиндровый двигатель получил впрыск топлива. С новыми головками цилиндров мощность двигателя V8 подскочила до 225 л. с. (410 Н·м крутящего момента).
Начиная с 1990 года стала стандартной подушка безопасности водителя. Единственный жест Ford по поводу 25-й годовщины Ford Mustang’а — маленькая эмблема галопом несущейся лошади на всех моделях, построенных в период с 27 марта 1989 года и до конца модели 1990 года.
В 1992 году двигатели 2.3L I4 получили пересмотренные головки цилиндров с двумя свечами зажигания на цилиндр, увеличив мощность с 88 до 105 л. с. Производство Ford Mustang’а прекратилось в 1993 году, с введением четвёртого поколения.

## Четвёртое поколение

### 1994—1998
В 1994 году Mustang пережил первый серьёзный редизайн за 15 лет. Дизайн под кодовым названием «SN-95», базировался на обновлённой версии заднеприводной платформы «Fox», называемой «Fox-4». Он был сделан в абсолютно новом стиле, разработанном Патриком Шиавоном, и имел некоторые элементы, сходные с первыми Mustang.
Базовая модель имела V-образный 6-цилиндровый двигатель объёмом 3,8 литра мощностью 145 (1994—1995) и 150 (1996—1998) л.с (108 кВт). Комплектация GT шла уже с 8-цилиндровым двигателем объёмом 5 литров и мощностью 228 л. с. Также была модель Cobra с пятилитровым двигателем мощностью 240 л. с. (179 кВт). Mustang в третий раз был назван «Автомобилем Года» журналом Motor Trend.
В 1996 году 5-литровый двигатель «Windsor» был заменён 215-сильным (160 кВт) 4,6-литровым SOHC «Modular» V8, по два клапана на цилиндр. Этот двигатель был изначально представлен в автомобилях Lincoln и являлся частью программы Ford’а по модернизации линейки двигателей.
В 1998 году мощность 4,6-литрового двигателя была увеличена до 225 л. с. (168 кВт) за счёт более агрессивной настройки чипа, слегка доработанной топливной системы и более громкого выхлопа с трубами большего диаметра. Это был последний год выпуска «дутых» Mustang и единственный год, когда покупателям предлагалась комплектация «Sport», которая включала в себя чёрный винил (независимо от цвета автомобиля) на капоте и знаменитые тройные раздельные задние фары.

### 1999—2004
Обновленная модель с дизайном, базирующимся на концепции «New Edge», появилась в 1999 году. Большинство плавных линий, имевшихся у модели 94-98 годов, ушли в прошлое, но Mustang всё ещё базировался на платформе SN-95. Базовая модель по-прежнему оснащалась двигателем V6 объёмом 3,8 литра. Благодаря новым головкам блока цилиндров, впускным и выпускным коллекторам мощность возросла по сравнению с версиями на дорестайлинговых автомобилях до 190 л. с. (142 кВт) при 5250 об/мин. А с внедрением в 2001 году впускного коллектора с изменяемой геометрией — до 193 л. с. (144 кВт) при 5500 об/мин. Мощность GT-модификации была увеличена до 260 л. с. (194 кВт) при 5250 об/мин, крутящий момент — до 409 Н·м при 4000 об/мин за счёт применения новых «Power Improved» (PI) головок блока, валов и впускного коллектора. Новый 16-клапанный 4,6-литровый двигатель стал несколько мощнее двигателей, применявшихся в 1996—1998 годах. Mustang обзавёлся топливной магистралью постоянного давления с использованием связанного с PCM датчика давления топлива.
Обновлённая Cobra получила 320-сильный двигатель 4,6 с 32 клапанами, независимую заднюю подвеску и видоизменённый передний бампер и капот, которые отличали её от версии GT. Теперь Mustang GT преодолевал квотер за 14 с небольшим секунд, со скоростью на финише >96 миль/ч (для сравнения, GT '1998 — 14,5 секунд на 93—95 миль/ч).
1999 и 2004 модельные годы стали юбилейными для модели. В эти периоды машины сходили с конвейера с особыми шильдиками на передних крыльях: «35th Anniversary» и «40th Anniversary» соответственно. Несмотря на это, в 1999 году юбилейная ограниченная серия включала в себя только 4628 автомобилей.
Все они были комплектации GT и отличались от прочих некоторыми изменениями во внешнем оформлении. В 2001 году вышла ограниченным тиражом комплектация Bullitt, в честь одноимённого фильма 1968 года.
В 2003 году вернулась Mach 1, корни которой растут из первого поколения Mustang. Автомобили этой серии оснащались двигателями V8 4,6 с увеличенной компрессией, четырьмя распредвалами и 32 клапанами. Воздух на впуск поступал через функциональный воздухозаборник в центре капота. В такой конфигурации двигатель выдавал 305 л. с. и позволял машине проходить квотер за 13.8 секунд при скорости на выходе более 102 миль/ч. Также в 2003 году на все модели Cobra начали устанавливать двигатели 4,6 с механическим нагнетателем Eaton. Отдача не заставила себя ждать: 390 л. с. мощности и 530 Н·м крутящего момента. С такими показателями время прохождения четверти мили с места снизилось до 13 секунд.

## Пятое поколение
На Североамериканском международном автосалоне в 2004 году Ford представил полностью перепроектированный Mustang, под кодовым названием «S-197», который был основан на новой платформе D2C. С технической точки зрения она представляла собой упрощенную и удешевленную версию заднеприводной архитектуры DEW (DEW98), известной по Ford Thunderbird 2002 года, Lincoln LS 2000 года и седанам Jaguar S-Type и XF первого поколения. Главным отличием стало использование неразрезного заднего моста взамен многорычажной независимой подвески. Разработанный под руководством Главного инженера Hau Thai-Tang и дизайнера Sid Ramnarace, внешне Mustang пятого поколения повторяет «фастбэк» конца 1960-х годов. Старший вице-президент проекта, J Mays, назвал этот стиль «ретро футуризм». Mustang пятого поколения собирался в городе Flat Rock в Мичигане на совместном предприятии Ford и Mazda (AutoAlliance International), Предлагается в кузовах 2-дверное купе и 2-дверный кабриолет.
Базовая модель оснащается двигателем Ford формата V6 объёмом 4.0 литра с системой газораспределения SOHC, который пришёл на замену 3.8 литровой версии использовавшейся начиная с 2004 года. Новый двигатель выдаёт мощность 210 лошадиных сил при 5300 оборотах в минуту и крутящий момент 325 Ньютон-метров при 3500 оборотах в минуту. Данный двигатель идёт в комплекте со стандартной пятиступенчатой механической коробкой передач «Tremec T-5». Опционально устанавливается автоматическая пятиступенчатая коробка «5R55S».
GT версию выделяет 4.6 L SOHC «Modular» V8 с 3 клапанами на цилиндр и системой изменения фаз газораспределения VCT, который выдает 300 л. с. (224 кВт), изменённые настройки подвески, большие противотуманные фары в решётке радиатора спереди и двойной выхлоп сзади. У версии 2005 года приблизительное отношение веса к мощности составляет 11.5 фунтов на лошадиную силу. Хотя GT комплектуется той же автоматической коробкой передач, что и модель V6, опционально можно установить 5 ступенчатую механическую КП Tremec 3650, с помощью которой можно использовать дополнительную мощность модели GT более рационально.
Стоит упомянуть версии «Shelby GT-H»(2006—2007), Shelby GT (2007—2008) как подкласс версии GT с небольшим увеличением мощности и определённым дизайн-пакетом, и Shelby GT500, продаваемую с мая 2006 года, оснащенную двигателем 5.4L 500 л. с. (370 кВт).
Обновленный Mustang получил новое кузовное железо (за исключением крыши) и более агрессивный дизайн. Он выглядит более компактно по сравнению с предшественниками, но фактические габариты остались неизменны. При этом коэффициент аэродинамического сопротивления уменьшился на 4 % у базовой версии и на 7 % у версии GT. Автомобиль выполнен согласно проекту Peter’a Horbury — директора северо-американского подразделения Ford. Двигатель 4.6L v8 теперь выдавал мощность 315 л. с. и момент 441 Н*м. Двигатель 5.4L Shelby GT500 увеличил мощность до 540 л. с.
Кроме того, в 2011 году линейка двигателей обновилась: новый 3.7L V6 с алюминиевым блоком с мощностью 305 hp и крутящим моментом 380 Н*м пришёл на замену базового 4-литрового, при этом облегчив автомобиль на 18 килограммов. Версия GT получила 32-х клапанный двигатель объёмом 5,0 литров (т. н. Coyote 5.0) мощностью 412 л. с. (307 кВт) и моментом 530 Н·м на бензине с октановым числом 91, или 402 л. с. (300 кВт) и моментом 511 Н·м на бензине с октановым числом 87. При этом некоторые тесты показали что Ford занижает мощность этого двигателя, и реальная мощность достигает 435 л. с.
Двигатель 5.4L Shelby GT500 получил алюминиевый блок, потеряв в весе 46 кг и увеличенную до 550 л. с. мощность.
В 2012 году был представлен новый Mustang Boss 302, с двигателем Hi-Po 302 Ti-VCT V8, являющимся версией Coyote 5.0 с увеличенной высотой поднятия клапанов и облегченными деталями, с мощностью 444 л. с. (520 Н·м).
Весной 2012 года были представлены версии 2013 модельного года: V6 и GT получили воздухозаборники и решетки как у версии GT500 2011 года.
Двигатель версии GT увеличил мощность на 8 л. с. (до 420 л. с. (313 кВт)).
Shelby GT500 получил новый двигатель 5.8L V8 мощностью 662 л. с. (494 кВт) (что являлось рекордом для двигателей V8 до выхода драговой модификации Dodge Challenger Demon мощностью 740 л. с.) и максимальную скорость более 320 км/ч. Светодиодные передние фонари теперь стандарт, а не опция. 6-ступенчатый автомат получил возможность ручного переключения (опционально).

## Шестое поколение
Шестое поколение Мустанга было представлено в 2013 году. Производство модели, получившей внутризаводской индекс S550, стартовало в 2014.
Автомобиль впервые в истории Мустангов получил заднюю независимую пятирычажную подвеску вместо неразрезного моста.
Первоначально покупателям было доступно два кузова (купе и кабриолет) и четыре двигателя:

− 3,7-литровый V6;

− 2,3-литровый I4 с турбонаддувом (EcoBoost);

− 5,0-литровый V8 (GT); 

− 5,2-литровый V8 (Shelby GT350).

Коробки передач — шестиступенчатые механическая либо автоматическая.
В конце 2017 Ford начал продажи обновленной модели. Изменилась вся передняя часть, задние фонари, появились новые опции, в частности полностью цифровая панель приборов. Мощность 2,3-литрового двигателя возросла до 317 лошадиных сил, а 3,7-литровый V6 был снят с производства. Шестиступенчатая АКПП была заменена на десятиступенчатую Ford 10R80.
В январе 2018 Ford представил спецверсию Bullitt, которая летом того же года поступила в продажу. Название спецверсии было выбрано в честь пятидесятилетия фильма Буллит.
Ford Mustang Shelby GT500, продажи которого начались в 2019, получил компрессорный V8 5.2 мощностью свыше 700 л. с. и стал самым мощным серийным Фордом в истории.
С конца 2019 2,3-литровую модификацию стало возможно заказать с пакетом High Performance Package, которая отличалась увеличенной до 330 л. с. мощностью двигателя, усиленными тормозами и подвеской, активной системой выхлопа, а также рядом внешних элементов. Помимо этого для High Performance Package в качестве опции доступен Handling Package, который добавляет ещё более спортивные тормоза, амортизаторы MagneRide, легкосплавные колёсные диски с шинами 265/40 R19 Pirelli P Zero Corsa 4, усиленный задний стабилизатор поперечной устойчивости (24 мм), дифференциал повышенного трения типа Torsen и изменённое передаточное число главной передачи.

## Седьмое поколение
Седьмое поколение Ford Mustang было представлено 14 сентября 2022 года на специальном мероприятии автомобильного салона в Детройте. Производство модели 2024 года началось в середине 2023 года.
Первоначально покупателям доступно два кузова (купе и кабриолет) и два двигателя:
- 2,3-литровый I4 с турбонаддувом (EcoBoost);
- 5,0-литровый V8 (GT)

## Электромобиль
17 ноября 2019 года Ford представил электрический кроссовер Mustang Mach-E. В отличие от моделей Mustang с двигателем внутреннего сгорания, которые производятся в США, электромобиль производят на заводах в Куаутитлан-Искальи, Мексика и в Чунцине, Китай. Первые автомобили производились в комплектации First Edition, впоследствии Ford стал предлагать 4 базовых комплектации:
- Select: батарея с доступной ёмкостью 68 kWh (Standard range), выбор между задним и полным приводом
- California Route 1: батарея с доступной ёмкостью 88kWh (Extended range), задний привод
- Premium: предоставляется выбор как батареи, так и между задним и полным приводом
- GT: большая батарея, полный привод, более мощный передний мотор

Mustang Mach-E стал первой моделью Ford с информационно-развлекательной системой Ford Sync четвёртого поколения, позволяющей производить обновления системы (Ford Power-Ups) через интернет, с использованием Wi-Fi или встроенного модема. Также в Mach-E дебютировала система управления BlueCruise со вторым уровнем автономности, позволяющим убирать руки с руля на специально обозначенных участках магистрали.
В ноябре 2022 года автомобиль был впервые ввезён для продажи в Россию, по схеме параллельного импорта.